# Michał Mistrzak
Michał Mistrzak (ur. 8 sierpnia 1975 we Wrocławiu) – polski policjant i urzędnik państwowy, w latach 2021–2022 główny inspektor ochrony środowiska.

## Życiorys
Ukończył studia prawnicze na Wydziale Prawa, Administracji i Ekonomii Uniwersytetu Wrocławskiego oraz z zakresu zarządzania na Uniwersytecie Ekonomicznym we Wrocławiu. Przez dwadzieścia lat służył w Policji, zajmując się zwalczaniem przestępczości zorganizowanej i działając w CBŚP. Był współautorem nowelizacji kodeksu karnego w zakresie zwalczania przestępczości środowiskowej.
Został założycielem i wicedyrektorem Departamentu Zwalczania Przestępczości Środowiskowej w ramach Głównego Inspektoratu Ochrony Środowiska. 17 września 2021 tymczasowo objął obowiązki Głównego Inspektora Ochrony Środowiska. 28 grudnia tegoż roku został powołany na Głównego Inspektora Ochrony Środowiska. W sierpniu 2022 zdymisjonowany na skutek niedostatecznej reakcji na katastrofę ekologiczną na Odrze. W grudniu 2022 objął stanowisko wiceprezesa spółki PKO BP Finat.